# Wilham de Waddington
Pour les articles homonymes, voir Waddington.
Wilham de Waddington est un poète anglo-normand du XIIIe siècle.
Wilham de Waddington est l’auteur du Manuel des pechiez (« Manuel des péchés »), une œuvre didactique d’environ 1 200 octosyllabes rimés rédigée entre 1250 et 1270 où il énumère les atteintes par les laïcs aux éléments essentiels de la morale religieuse avec la manière de se confesser. Ce ouvrage a été traduit, peu de temps après, par Robert de Brunne (en) en anglais sous le titre Handlyng Synne (1303).

## Œuvre
- Gaston Paris, Wilham de Wadington, auteur du Manuel des péchés. Macé de la Charité, auteur d'une Bible en vers français, Paris, Impr. nationale, 1881

## Référence
- Émile-Jules-François Arnould,  Le Manuel des péchés, étude de littérature religieuse anglo-normande, XIIIe siècle, Paris, Droz, 1940
- Notices d'autorité :   - VIAF
  - ISNI
  - BnF (données)
  - IdRef
  - LCCN
  - GND
  - Pays-Bas
  - Norvège
  - WorldCat
- Ressource relative à la littérature :   - Archives de littérature du Moyen Âge